# Аљо-Ланге (Верона)
Аљо-Ланге (итал. Aglio-Langhe) је насеље у Италији у округу Верона, региону Венето.
Према процени из 2011. у насељу је живело 16 становника. Насеље се налази на надморској висини од 1093 м.